# Nipponerythrops typica
Nipponerythrops typica är en kräftdjursart som beskrevs av Murano 1977. Nipponerythrops typica ingår i släktet Nipponerythrops och familjen Mysidae. Inga underarter finns listade i Catalogue of Life.